# ちょるちょるワイド
ちょるちょるワイドは、大分放送（OBSラジオ）で2008年3月まで、月曜～金曜の11:00～15:50に放送していたラジオ番組。番組内で毎週水曜にIBC岩手放送とパーソナリティ交歓を行っている（大分・岩手ホットライン）。後番組は｢リフレッシュ@｣（月曜-金曜 11:00～13:00） と、｢ごごらくワイド｣（月曜-金曜 14:00～16:40）になった。

## パーソナリティ
- 月曜・火曜
  - 吉田諭司・後藤なぎさ
- 水曜・木曜
  - 松井督治・小野亜希子
- 金曜
  - 村津孝仁・小野亜希子

## タイムテーブル
- 11:00 オープニング
- 11:12 天気情報
- 11:25 ラジオショッピング
- 11:40 ランチリクエスト（NRN企画ネット）
- 11:45 トピッカーリポート
- 11:55 OBSニュース
- 11:58 天気情報
- 12:01 エコライフ情報
- 12:03 ニュースパンチ!（文化放送）
- 12:10 NTT西日本 ひかり・ミュージックカフェ
- 12:35 ラジオショッピング
- 12:40 私の作文
- 12:50 ドライバーズ・リクエスト（TBSラジオ）
- 13:00 日本列島ほっと通信（TBSラジオ）
- 13:15 道路交通情報
- 13:20 交通機関情報
- 13:25 天気情報
- 13:30
  - 月曜 ちょるちょる食堂
  - 火曜 衛藤賢史先生のシネマ教室
  - 水曜～金曜 おしゃべりボックス
- 13:45 トピッカーリポート
- 13:50 住まいのホット情報
- 14:00 OBSニュース
- 14:15
  - 月曜 大分トリニータ情報
  - 水曜・木曜 高橋知子のドレッシングしま専科
  - 金曜 今日は釣れたかな
- 14:25 月曜 チャレンジ トゥ ザ フューチャー
- 14:30 火曜～金曜 トピッカーリポート
- 14:40
  - 第2・第4火曜 「いでよ!救世主」
  - 水曜 大分・岩手ホットライン
  - 偶数木曜 ナビゲーション日田
- 14:50
  - 火曜 e情報
  - 水曜 OBS車ランド今週の特選車情報
  - 木曜 e食楽
  - 金曜 味な店グルメ散歩
- 14:55 大分県内きょうの動き
- 15:00 ミュージックスクランブル（ニッポン放送）
- 15:25 天気情報
- 15:30 トヨタ街角ステーション～ゆーわくナビ（NRN企画ネット）
- 15:40 こちら110番・119番
- 15:45 OBSニュース

## リンク
- ちょるちょるワイド

| 大分放送（OBSラジオ） 平日 11:00 - 15:55 | 大分放送（OBSラジオ） 平日 11:00 - 15:55 | 大分放送（OBSラジオ） 平日 11:00 - 15:55                                                                                             |
| 前番組                                   | 番組名                                   | 次番組 |
| ---------------------------------------- | ---------------------------------------- | --- |
| 不明                                     | ちょるちょるワイド                       | ｢リフレッシュ@｣ （月曜 - 金曜 11:00 - 13:00）13時台はミニ番組 （詳細はHP番組表を参照）｢ごごらくワイド｣ （月曜 - 金曜 14:00 - 16:40） |